# Cantão (Barra do Piraí)
Cantão é bairro do município de Barra do Piraí.
O pátio da "pulverização" da RFFSA (atualmente de controle da MRS Logística) é situado no Cantão. O nome Pulverização é devido ao fato das composições com destinos e vindos de São Paulo, Rio de Janeiro e Minas Gerais serem redistribuídas aqui.
A Thyssen Fundições (Atualmente BR Metals) tem suas instalações neste bairro. Seu nome oficial é Bairro Nossa Senhora de Fátima, tendo este codinome de Cantão. Mas a prefeitura realizou uma mudança na repaginação da cidade e o bairro agora pertence ao Bairro Santa Cecília, que se estende até a entrada da BR Metals.